# YOU vs. 7
YOU vs. 7（ユー ヴァーサス セブン）は、フジテレビ系列にて放送されていたクイズ特別番組である。

## 概要
フジテレビ、吉本興業、ノーショナル（アメリカの番組制作会社）の共同制作による生放送のクイズ番組。
放送1週間前から放送時までに国内外で起こったニュース・スポーツの結果などからクイズを出題。解答者である芸能人数名が、優勝（ウィークマスター）の称号とトロフィーを賭けて戦う。
原則時事問題が出題されるが、他局のテレビ番組に関する問題や、番組中に流れたCMの内容を問う問題、淳の番組中の衣装の変化を問う問題と、出題範囲・傾向を逆手に取った問題も数問出題される。
また知識に自信がありながら無名である芸人・タレントを対象にしたトライアウト（携帯電話やスマートフォンで5日間×10問出題される問題に答える、非公開予選）を放送前に行い、その成績最優秀者1名が放送当日に解答者として参加できるという制度が設けられている。
第1回放送日には、同時にアメリカ向けのパイロット番組『YOU VS AMERICA』（MC：テッド・アレン）も制作された。

## 放送日
| 回                                       | 放送日        | 視聴率 | 放送時間      | 備考                          |
| ---------------------------------------- | ------------- | ------ | ------------- | ----------------------------- |
| 1                                        | 2011年7月30日 |        | 26:05 - 27:05 | 『DO!深夜』枠（関東ローカル） |
| 2                                        | 2012年1月8日  | 6.8%   | 22:00 - 23:45 |                               |
| 3                                        | 2012年4月7日  | 6.5%   | 23:10 - 23:55 |                               |
| 視聴率は関東地区・ビデオリサーチ社調べ。 |               |        |               |                               |

## 出演者

### MC
- 田村淳（ロンドンブーツ1号2号）
- 伊藤利尋（フジテレビアナウンサー） - ニュースマスター（第3回）

### ナレーション
- 松元真一郎（当時フジテレビアナウンサー）
- 神保公亮

## 第1回
麻木久仁子、後藤輝基（フットボールアワー）、眞鍋かをり、光浦靖子（オアシズ）、村上健志（フルーツポンチ）、ラサール石井に、トライアウトから末高斗夢（後の三遊亭こうもり、現・三遊亭とむ）を加えた7名が出場。まず予選ラウンドを行い、成績上位2名が決勝ラウンドで対決、ウィークマスターの称号を争った。
1st ROUND「7問限定早押しクイズ」
出題範囲となる7日間から1問ずつ、計7問出題。
1問正解1ポイント。誤答は、その問題の解答権を失う。
トライアウト
末高以外の6名もトライアウトで出題された問題に事前に解答しており、末高を含めた7名の中で1位の解答者には2ポイント、2位の解答者には1ポイント、それぞれアドバンテージが与えられた。
2nd ROUND「3択クイズ」
3つの選択肢から正しい選択肢を選ぶ問題や、3つの選択肢を正しい順番に並べ替える問題を出題。
1問正解1ポイント。3問出題。
3rd ROUND「筆記クイズ」
手元のタブレットに解答を記述する。
1問正解1ポイント。3問出題。
4th ROUND「早押しクイズ」
1問正解1ポイント。誤答は、その問題の解答権を失う。
規定の時刻に到達したら終了。その時点での上位2名がFINAL進出。
途中、誰も正解出来なかった問題を、淳が気まぐれに指名した観客が正解し、その観客に1ポイントが与えられる、という珍事もあった。
FINAL ROUND
まず1stステージとして筆記クイズを3問出題した後、2ndステージ早押しクイズを規定の時刻に到達するまで続ける。筆記・早押し共に、1問正解1ポイント。
早押しクイズ終了時点でポイントが多かった方が、ウィークマスターの称号に輝く。

## 第2回
宇治原史規（ロザン）、御秒奈々、東国原英夫、村上健志（フルーツポンチ）、麻木久仁子、山里亮太（南海キャンディーズ）に、トライアウトから吉田トム（とことん）を加えた7名が出場。まず予選ラウンドを行い、成績上位2名が決勝ラウンドで対決、ウィークマスターの称号を争った。
またトライアウト次点（2 - 10位）の9名は観客席に座り、イマつぶを通じてスタジオの様子の実況を行なっていた。その中には、前回のトライアウト代表だった末高斗夢改め三遊亭こうもり(トライアウト3位)や、宇治原とクイズプレゼンバラエティー Qさま!!で共演していたシンデレラ畠山(現:畠山検定)(トライアウト8位)、当時ピン芸人でコンビ組む前のメイプル超合金・カズレーザー(トライアウト10位)もいた。
1st ROUND「セブンデイズハイライト」
出題範囲となる7日間から1問ずつ、計7問筆記問題を出題。
1問正解1ポイント。
2nd ROUND「今週のホットスポット」
様々な場所を紹介し、その場所で今週起きた話題から出題。問題は筆記または3択。
1問正解1ポイント。
3rd ROUND「今週の顔」
様々な人物を紹介し、その人物に関する今週起きた話題から出題。問題は筆記または3択。
1問正解1ポイント。
4th ROUND「サバイバルクイズ」
正解が複数ある問題を出題。現時点の最下位者から右回りに、1人1個ずつ順番に口頭で答える。
正解なら1ポイント、誤答・時間切れはその問題の解答権を失い、一歩後へ下がる。
これを全ての解答が出るか、全員誤答するまで続ける。
2問出題。
5th ROUND「スピードバトル」
早押しクイズ。1問正解1ポイント。誤答は、1ポイントマイナスされ、その問題の解答権を失う。
規定の時刻に到達したら終了。その時点での上位2名がFINAL進出。
FINAL ROUND「サイレントクイズ」
お互い、相手の解答が聞こえないようにヘッドホンを装着した上で、出題された問題に1人ずつ口頭で答える。
1問正解1ポイント。ただし2人には、淳から「2人とも正解」「1人正解」「2人とも不正解」のどれか1種類のみ告げられ、お互いの正誤やポイントは終了時まで発表されない。
規定の時刻（午後11時42分）に到達した時点で終了。ポイントがより多かった方が、ウィークマスターの称号に輝く。

## 第3回
宮川俊二、山里亮太（南海キャンディーズ）、御秒奈々、ビビる大木に、トライアウトから丹佳夫加えた5名が出場。第1回・第2回から大幅に放送時間が短縮し、FINAL ROUNDが廃されたため、全問題終了時の成績最上位者がウィークマスターというルールに変更された。
また、第1回・第2回にいた観客を廃したり、その一方で伊藤利尋アナウンサーを問題の解説役「ニュースマスター」に起用するなど、情報番組としての色合いも強くなった。余談ではあるが、伊藤アナがメイン司会・淳がサブ司会を務める『知りたがり!』とは逆の立ち位置である。
オープニングクイズ
1人1問ずつ、出題された問題に口頭で解答。正解なら1ポイント。
前半戦
早押しクイズ。
1問正解1ポイント、誤答は1ポイントマイナスされ、その問題の解答権を失う。
サバイバルクイズ
正解が複数ある問題を出題。現時点の最下位者から右回りに、1人1個ずつ順番に口頭で答える。
正解なら1ポイント、誤答・時間切れはその問題の解答権を失い、一歩後へ下がる。
これを全ての解答が出るか、全員誤答するまで続ける。
後半戦
早押しクイズ。
1問正解2ポイント、誤答は2ポイントマイナスされ、その問題の解答権を失う。

## ウィークマスター（優勝）
- 第1回：村上健志（フルーツポンチ）
- 第2回：御秒奈々
- 第3回：丹佳夫

## ネット局
第1回はフジテレビのみ（関東ローカル）。以下は第2回・第3回のネット局。

### 第2回
| 放送対象地域   | 放送局                   | 系列           | 放送曜日・時間             | 遅れ日数   |
| -------------- | ------------------------ | -------------- | -------------------------- | ---------- |
| 関東広域圏     | フジテレビ (CX)          | フジテレビ系列 | 2012年1月8日 22:00 - 23:45 | 制作局     |
| 北海道         | 北海道文化放送 (uhb)     | フジテレビ系列 | 2012年1月8日 22:00 - 23:45 | 同時ネット |
| 岩手県         | 岩手めんこいテレビ (mit) | フジテレビ系列 | 2012年1月8日 22:00 - 23:45 | 同時ネット |
| 宮城県         | 仙台放送 (OX)            | フジテレビ系列 | 2012年1月8日 22:00 - 23:45 | 同時ネット |
| 秋田県         | 秋田テレビ (AKT)         | フジテレビ系列 | 2012年1月8日 22:00 - 23:45 | 同時ネット |
| 山形県         | さくらんぼテレビ (SAY)   | フジテレビ系列 | 2012年1月8日 22:00 - 23:45 | 同時ネット |
| 福島県         | 福島テレビ (FTV)         | フジテレビ系列 | 2012年1月8日 22:00 - 23:45 | 同時ネット |
| 新潟県         | 新潟総合テレビ (NST)     | フジテレビ系列 | 2012年1月8日 22:00 - 23:45 | 同時ネット |
| 長野県         | 長野放送 (NBS)           | フジテレビ系列 | 2012年1月8日 22:00 - 23:45 | 同時ネット |
| 静岡県         | テレビ静岡 (SUT)         | フジテレビ系列 | 2012年1月8日 22:00 - 23:45 | 同時ネット |
| 富山県         | 富山テレビ (BBT)         | フジテレビ系列 | 2012年1月8日 22:00 - 23:45 | 同時ネット |
| 石川県         | 石川テレビ (ITC)         | フジテレビ系列 | 2012年1月8日 22:00 - 23:45 | 同時ネット |
| 福井県         | 福井テレビ (FTB)         | フジテレビ系列 | 2012年1月8日 22:00 - 23:45 | 同時ネット |
| 中京広域圏     | 東海テレビ (THK)         | フジテレビ系列 | 2012年1月8日 22:00 - 23:45 | 同時ネット |
| 近畿広域圏     | 関西テレビ (KTV)         | フジテレビ系列 | 2012年1月8日 22:00 - 23:45 | 同時ネット |
| 島根県・鳥取県 | 山陰中央テレビ (TSK)     | フジテレビ系列 | 2012年1月8日 22:00 - 23:45 | 同時ネット |
| 岡山県・香川県 | 岡山放送 (OHK)           | フジテレビ系列 | 2012年1月8日 22:00 - 23:45 | 同時ネット |
| 広島県         | テレビ新広島 (TSS)       | フジテレビ系列 | 2012年1月8日 22:00 - 23:45 | 同時ネット |
| 愛媛県         | テレビ愛媛 (EBC)         | フジテレビ系列 | 2012年1月8日 22:00 - 23:45 | 同時ネット |
| 高知県         | 高知さんさんテレビ (KSS) | フジテレビ系列 | 2012年1月8日 22:00 - 23:45 | 同時ネット |
| 福岡県         | テレビ西日本 (TNC)       | フジテレビ系列 | 2012年1月8日 22:00 - 23:45 | 同時ネット |
| 佐賀県         | サガテレビ (STS)         | フジテレビ系列 | 2012年1月8日 22:00 - 23:45 | 同時ネット |
| 長崎県         | テレビ長崎 (KTN)         | フジテレビ系列 | 2012年1月8日 22:00 - 23:45 | 同時ネット |
| 熊本県         | テレビくまもと (TKU)     | フジテレビ系列 | 2012年1月8日 22:00 - 23:45 | 同時ネット |
| 鹿児島県       | 鹿児島テレビ (KTS)       | フジテレビ系列 | 2012年1月8日 22:00 - 23:45 | 同時ネット |
| 沖縄県         | 沖縄テレビ (OTV)         | フジテレビ系列 | 2012年1月8日 22:00 - 23:45 | 同時ネット |

### 第3回
| 放送対象地域   | 放送局                   | 系列           | 放送曜日・時間             | 遅れ日数   |
| -------------- | ------------------------ | -------------- | -------------------------- | ---------- |
| 関東広域圏     | フジテレビ (CX)          | フジテレビ系列 | 2012年4月7日 23:10 - 23:55 | 制作局     |
| 北海道         | 北海道文化放送 (uhb)     | フジテレビ系列 | 2012年4月7日 23:10 - 23:55 | 同時ネット |
| 岩手県         | 岩手めんこいテレビ (mit) | フジテレビ系列 | 2012年4月7日 23:10 - 23:55 | 同時ネット |
| 宮城県         | 仙台放送 (OX)            | フジテレビ系列 | 2012年4月7日 23:10 - 23:55 | 同時ネット |
| 秋田県         | 秋田テレビ (AKT)         | フジテレビ系列 | 2012年4月7日 23:10 - 23:55 | 同時ネット |
| 山形県         | さくらんぼテレビ (SAY)   | フジテレビ系列 | 2012年4月7日 23:10 - 23:55 | 同時ネット |
| 福島県         | 福島テレビ (FTV)         | フジテレビ系列 | 2012年4月7日 23:10 - 23:55 | 同時ネット |
| 新潟県         | 新潟総合テレビ (NST)     | フジテレビ系列 | 2012年4月7日 23:10 - 23:55 | 同時ネット |
| 長野県         | 長野放送 (NBS)           | フジテレビ系列 | 2012年4月7日 23:10 - 23:55 | 同時ネット |
| 静岡県         | テレビ静岡 (SUT)         | フジテレビ系列 | 2012年4月7日 23:10 - 23:55 | 同時ネット |
| 富山県         | 富山テレビ (BBT)         | フジテレビ系列 | 2012年4月7日 23:10 - 23:55 | 同時ネット |
| 石川県         | 石川テレビ (ITC)         | フジテレビ系列 | 2012年4月7日 23:10 - 23:55 | 同時ネット |
| 福井県         | 福井テレビ (FTB)         | フジテレビ系列 | 2012年4月7日 23:10 - 23:55 | 同時ネット |
| 中京広域圏     | 東海テレビ (THK)         | フジテレビ系列 | 2012年4月7日 23:10 - 23:55 | 同時ネット |
| 近畿広域圏     | 関西テレビ (KTV)         | フジテレビ系列 | 2012年4月7日 23:10 - 23:55 | 同時ネット |
| 島根県・鳥取県 | 山陰中央テレビ (TSK)     | フジテレビ系列 | 2012年4月7日 23:10 - 23:55 | 同時ネット |
| 岡山県・香川県 | 岡山放送 (OHK)           | フジテレビ系列 | 2012年4月7日 23:10 - 23:55 | 同時ネット |
| 広島県         | テレビ新広島 (TSS)       | フジテレビ系列 | 2012年4月7日 23:10 - 23:55 | 同時ネット |
| 愛媛県         | テレビ愛媛 (EBC)         | フジテレビ系列 | 2012年4月7日 23:10 - 23:55 | 同時ネット |
| 高知県         | 高知さんさんテレビ (KSS) | フジテレビ系列 | 2012年4月7日 23:10 - 23:55 | 同時ネット |
| 福岡県         | テレビ西日本 (TNC)       | フジテレビ系列 | 2012年4月7日 23:10 - 23:55 | 同時ネット |
| 佐賀県         | サガテレビ (STS)         | フジテレビ系列 | 2012年4月7日 23:10 - 23:55 | 同時ネット |
| 長崎県         | テレビ長崎 (KTN)         | フジテレビ系列 | 2012年4月7日 23:10 - 23:55 | 同時ネット |
| 熊本県         | テレビくまもと (TKU)     | フジテレビ系列 | 2012年4月7日 23:10 - 23:55 | 同時ネット |
| 鹿児島県       | 鹿児島テレビ (KTS)       | フジテレビ系列 | 2012年4月7日 23:10 - 23:55 | 同時ネット |
| 沖縄県         | 沖縄テレビ (OTV)         | フジテレビ系列 | 2012年4月7日 23:10 - 23:55 | 同時ネット |

## スタッフ
- 監修：小笠原英樹、奥村達哉
- 構成：萩森淳、矢野了平、むらまつこうすけ、上村知子
- クイズ問題：日髙大介
- 校正：黒木勝己
- スーパーバイザー：頼廣彰伸、マシ・オカ
- 編成：塩原充顕
- アシスタントプロデューサー：吉筋公美、橘一徳、荒木隆宏
- フロアD：菅剛史、袰川斉
- ディレクター：尾形征輝 他
- プロデューサー：挾間英行、大川泰、小沢英治、三浦淳、塩田千尋 / 生沼教行、坂本直彦、Dave Noll、Chachi Senior、Cleve Keller
- 総合演出：田中孝明
- チーフプロデューサー：神原孝
- 制作協力：吉本興業
- 制作著作：フジテレビ